# Samsung Galaxy A34 5G
Samsung Galaxy A34 5G – smartfon przedsiębiorstwa telekomunikacyjnego Samsung Electronics z serii Galaxy A. Telefon został zaprezentowany 15 marca 2023 roku jako następca Samsunga Galaxy A33 5G.
Cena telefonu w dniu wejścia do sprzedaży została ustalona na 1899 zł za wariant 6/128 GB.

## Wygląd zewnętrzny oraz wykonanie[1]
Tylny panel i ekran wykonane są ze szkła Corning Gorilla Glass 5. Ramka telefonu jest wykonana z matowego tworzywa sztucznego
Na tylnej obudowie umieszczona jest latarka.
Konstrukcja smartfona jest podobna do A54 5G.
Galaxy A34 posiada ochronę przed zalaniem i pyłami zgodnie ze standardem IP67.
Na dole urządzenia znajduje się USB-C, głośnik oraz mikrofon, natomiast na górnej krawędzi znajduje się drugi mikrofon oraz tacka na karty. Po lewej stronie nie znajduje się nic, natomiast na prawej stronie przycisk do regulacji głośności oraz przycisk zasilania.
Smartfon jest sprzedawany w 4 kolorach: czarnym (Awesome Graphite), białym (Awesome White), fioletowym (Awesome Violet) oraz limonkowym (Awesome Lime).

## Specyfikacja techniczna[3][4]

### Wyświetlacz
Telefon wyposażony jest w wyświetlacz 6,6-calowy Super AMOLED FHD+ (2340 × 1080 px, 399 ppi) 120 Hz o proporcjach 19,5:9.

### Aparat
Samsung Galaxy A34 posiada trzy aparaty: główny o rozdzielczości 48 MP 26 mm z przysłoną f/1.8, dodatkowe informacje: 1/2.0", 0.8µm, PDAF, optyczna stabilizacja obrazu, szerokokątny 8 MP z przysłoną f/2.2, dodatkowe informacje: 1/4.0", 1.12µm oraz makro 5 MP z przysłoną f/2.4. Funkcje: dioda doświetlająca LED, HDR, panorama
Z przodu telefonu umieszczony jest przedni aparat o rozdzielczości 13 MP z przysłoną f/2.2, dodatkowe informacje: 1/3.1", 1.12μm.
Tylne kamery oraz przedni mogą nagrywać wideo do 4K przy 30 fps.

### Pamięć
Telefon jest wyposażony w 6 GB lub 8 GB pamięci RAM (zależnie od wersji) oraz 128 GB lub 256 GB pamięci wewnętrznej, którą można rozszerzyć za pomocą karty microSD o pojemności do 1 TB.

### Bateria
Galaxy A34 posiada baterię litowo-polimerową z pojemnością 5000 mAh.

### Oprogramowanie
Galaxy A34 jest wyposażony w system Android 13 z One UI 5.1 z zapowiedzianą aktualizacją do Androida 14 z One UI 6.0. Telefon ma również Samsung Knox, który zwiększa bezpieczeństwo systemu i urządzenia. Aktualne poprawki zabezpieczeń dla telefonu zostały wydane 26 kwietnia 2023 roku i są datowane na 1 kwietnia 2023.

### Procesor
MediaTek Dimensity 1080 z zegarem procesora 2,6 GHz (2x2.6 GHz Cortex-A78 & 6x2.0 GHz Cortex-A55). Jest on w 6nm procesie litograficznym. Procesor posiada 8 rdzeni oraz układ graficzny Mali-G68.

### Inne informacje
Galaxy A34 posiada czytnik linii papilarnych w ekranie oraz funkcję rozpoznawania twarzy. Można umieścić w nim dwie karty SIM, w ramach „dual SIM”. Wspiera szybkie ładowanie (Fast Charging) do 25W. Brak adaptera do ładowania w zestawie. Telefon posiada akcelerometr, Always On Display czujnik światła, wirtualny czujnik zbliżeniowy, magnetometr, efekt Halla oraz żyroskop, akcelerometr.

### Testy syntetyczne
AnTuTu: 472126 (v9)
GeekBench: 2316 (v5.5), 2518 (v6)
GFXBench: 23fps ES 3.1 onscreen